# The Guilty
The Guilty (no Brasil, O Culpado) é um filme americano de drama dirigido e produzido por Antoine Fuqua e com um roteiro escrito por Nic Pizzolatto. É um remake do filme dinamarquês de mesmo nome, sendo estrelado por Jake Gyllenhaal, Ethan Hawke, Riley Keough, Christina Vidal, Eli Goree, Da'Vine Joy Randolph, Paul Dano, e Peter Sarsgaard.
The Guilty teve sua estreia mundial no  Festival Internacional de Cinema de Toronto de 2021 em 11 de setembro de 2021. Ele teve um lançamento limitado nos cinemas em 24 de setembro de 2021, e foi lançado na Netflix em 1 de outubro de 2021. Recebeu principalmente críticas positivas dos críticos, que elogiaram o desempenho de Gyllenhaal, mas ainda o consideraram inferior ao filme original.

## Enredo

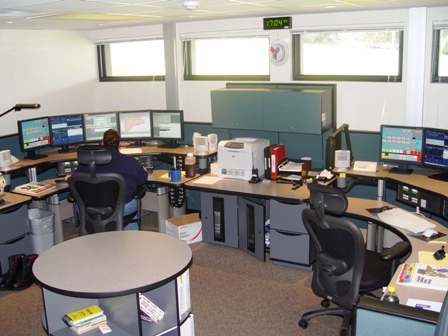
Todo o enredo ocorre em um call center de emergência 9-1-1.

Um policial extremamente estressado do LAPD chamado Joe Baylor está trabalhando no turno da noite em um call center 911, que está sobrecarregado com ligações relacionadas a um grande incêndio em Hollywood Hills. Ele está aguardando uma audiência por um incidente não especificado que ocorreu em serviço há oito meses, mas espera voltar ao assunto depois. Joe atende às ligações de emergência enquanto é perseguido por uma repórter do Los Angeles Times que pede uma declaração sobre a audiência.
Emily Lighton liga, uma jovem que não pode falar livremente, e Joe deduz que ela foi sequestrada e está em um veículo com seu sequestrador. Joe descobre que eles estão em uma van branca na rodovia, mas o motorista percebe e Emily tem que desligar antes de fornecer mais detalhes. Joe retransmite a informação para a Patrulha Rodoviária da Califórnia, mas eles não conseguem localizar a van sem mais informações. Ele então liga para o número de telefone da casa de Emily, falando com sua filha Abby. Ela diz a ele que sua mãe foi levada por seu ex-marido Henry Fisher. Pegando o número de telefone de Henry com Abby, ele o usa para obter o número da placa da van. Retransmitindo o número da placa para o CHP, ele então envia um carro patrulha do LAPD para verificar Abby e seu irmão mais novo, Oliver. Ele também solicita uma busca no apartamento de Henry, mas é negado devido à falta de um mandado.
Joe liga para sua ex-esposa Jess, de quem está separado há seis meses, pedindo para falar com sua filha Paige, que está dormindo. Jess não concorda em comparecer à audiência e pede a Joe que pare de ligar. Ele então liga para Henry, que tem um histórico de agressão, diz que sabe que Emily está com ele e exige saber para onde eles estão indo, mas Henry desliga. Em seguida, Joe liga para seu ex-parceiro Rick, que está de folga, e pede que ele verifique a casa de Henry. Rick, que prestará depoimento na audiência de Joe, expressa preocupação de que as coisas não corram bem, já que os agentes federais têm conversado com ele.
Joe recebe uma ligação em pânico de Abby e a instrui a abrir a porta para dois policiais da polícia de LA fazerem uma verificação de bem-estar. Eles veem que Abby tem sangue nas mãos e que seu irmão "adormecido" Oliver está gravemente ferido ou morto. Rick invade o apartamento de Henry, encontrando pilhas de cartas e documentos. Joe pede que ele procure informações que possam ajudá-los a deduzir para onde Henry está indo. Em seguida, ele liga para Emily e a convence a puxar o freio de mão, mas não consegue bater a van. Ele liga de volta e descobre que ela está na parte de trás da van. Ela diz a Joe que ela acreditava que Oliver tinha “cobras em seu estômago” e que ela “as tirou”. Quando Henry para a van e tenta tirar Emily da parte de trás, ela o acerta com um tijolo e foge.
Rick então liga de volta para Joe e diz que encontrou papéis no apartamento de Henry relacionados a um centro de tratamento psiquiátrico em San Bernardino, onde Emily havia sido paciente. Joe liga para Henry, que estava levando Emily de volta às instalações; ela havia parado de tomar seus remédios por semanas porque eles não tinham dinheiro para comprá-los. Quando questionado por que ele não chamou a polícia quando Emily machucou Oliver, Henry disse que não confia no sistema, pois ninguém parecia disposto a ajudá-los. Joe pergunta para onde Emily foi, mas Henry não sabe.
Emily liga para Joe de um viaduto, dando a entender que ela está se preparando para pular para a morte, tendo percebido o que fez. Ele direciona o CHP para a localização dela enquanto tenta convencê-la a descer da ponte. Para distraí-la, Joe revela que matou um homem na ativa; quando Emily pergunta por quê, ele diz que não sabe, mas que estava com raiva e queria punir o homem por machucar alguém. Ela pergunta se era “cobras” e ele concorda. Profundamente perturbado, Joe diz a Emily que sua família ainda a ama e precisa dela e que ele prometeu a Abby que ela voltaria para casa. Quando os policiais chegam, Emily diz que “vai ficar com Oliver” e desliga. Joe acha que ela pulou, mas ele recebe uma mensagem do CHP, dizendo que eles a fizeram descer em segurança. Ele também descobre que Oliver está vivo e na UTI do hospital.
No banheiro, Joe vomita. Ele liga para Rick, pedindo-lhe que se retrate de sua história anterior e diga a verdade no banco das testemunhas, mesmo que isso signifique uma sentença de anos de prisão. Joe então liga para o Los Angeles Times, aparentemente para dizer a repórter que pretende se declarar culpado de homicídio culposo no julgamento.

## Elenco
- Jake Gyllenhaal como Joe Baylor
- Christina Vidal como Sargento Denise Wade
- Adrian Martinez como Manny

### Vozes
- Ethan Hawke como Sargento Bill Miller
- Riley Keough como Emily Lighton
- Eli Goree como Rick
- Da'Vine Joy Randolph como Expedidora do CHP
- Paul Dano como Matthew Fontenot
- Peter Sarsgaard como Henry Fisher
- Christiana Montoya como Abby
- David Castañeda como Oficial Tim Gervasi
- Beau Knapp como Dru Nashe
- Edi Patterson como Katherine Harbor
- Gillian Zinser como Jess Baylor
- Bill Burr como Ligador da Boate
- Dillon Lane como Ciclista Machucado
- Marlene Forte como Ligadora da Casa em Chamas

## Produção
Em dezembro de 2018, foi anunciado que Jake Gyllenhaal havia adquirido os direitos do filme dinamarquês de mesmo nome e iria estrelar e produzir um remake do filme sob sua empresa de produção Nine Stories Productions, ao lado da Bold Films. Em setembro de 2020, foi anunciado que Antoine Fuqua iria dirigir e produzir o filme, a partir de um roteiro de Nic Pizzolatto. Mais tarde naquele mês, a Netflix adquiriu os direitos mundiais do filme por US$ 30 milhões. Em novembro de 2020, Ethan Hawke, Peter Sarsgaard, Riley Keough, Paul Dano, Byron Bowers, Da'Vine Joy Randolph, David Castañeda, Christina Vidal, Adrian Martinez, Bill Burr, Beau Knapp e Edi Patterson juntaram-se ao elenco do filme.
As filmagens começaram em Los Angeles em novembro de 2020. durante à pandemia de COVID-19 e durou 11 dias. Três dias antes do início da produção, uma pessoa em contato com o diretor Antoine Fuqua testou positivo para a COVID-19. O teste de Fuqua deu negativo posteriormente, então a produção ainda estava dentro do cronograma. Ele dirigiu todo o filme a partir de uma van com telas que davam acesso às câmeras, mantendo contato com o elenco e a equipe.

## Lançamento
The Guilty teve sua estreia mundial no no Festival Internacional de Cinema de Toronto de 2021 em 11 de setembro de 2021. Ele teve um lançamento limitado nos cinemas em 24 de setembro de 2021, antes do lançamento na Netflix em 1 de outubro de 2021.

## Recepção
No site agregador de resenhas Rotten Tomatoes, o filme possui um índice de aprovação de 69% com base em 129 avaliações, com uma classificação média de 6,4/10. O consenso crítico do site diz: "The Guilty é outro remake americanizado pelo original, mas sua premissa ainda é robusta o suficiente para suportar um suspense tenso e bem atuado." O Metacritic deu ao filme uma pontuação média ponderada de 63 de 100 com base em 34 críticos, indicando "revisões geralmente favoráveis".